# Bukvice (okres Jičín)
Obec Bukvice se nachází v okrese Jičín, kraj Královéhradecký, jihozápadně od Jičína. Žije zde 167 obyvatel, v obci je evidováno 76 adres. V roce 2008 se stala vesnicí roku.

## Poloha
Ze Křeliny (368 m n. m.) se otevírá pohled na panorama Českého ráje, na Jičínskou pahorkatinu, za jasného počasí i na Krkonoše, Ještěd a také do Polabí a na Kunětickou horu. Pohled z Bukvice (318 m n. m.) ukazuje z větší blízkosti pole a louky obklopené lesy. Dělí se tu podhůří a rovina a také území bývalého panství Schliků, kteří tu s pomocí italských stavitelů (podobně jako Albrecht z Valdštejna na opačné straně od Jičína) komponovali barokní krajinu. O její záchranu se od r 2004 snaží Svazek obcí Mariánská zahrada a Bukvice patří k zakládajícím členům.

## Historie
První písemná zmínka o Bukvici pochází z roku 1327, o Křelině z roku 1250. Historie obou obcí souvisí s nedalekým hradem Veliš. V letech 1919–1944 byly obě vesnice samostatné, od roku 1945 jsou opět spojeny. Nejdřív měly místní národní výbor v Bukvici, v letech 1964–1990 byly součástí střediskové obce Veliš, v roce 1990 dostaly obě společnou příležitost navázat na historické kořeny a nalézt svou novou tvář. Hlavní obživu obyvatel představovalo vždy zemědělství a sadařství.
Ve Křelině se narodil František Čížek, spolupracovník Miroslava Tyrše v Sokole.
V letech 2000–2011 byly vybudovány inženýrské sítě: telefonní sítě s připojením na digitální ústřednu, kabelizace nízkého napětí, plynofikace, veřejné osvětlení. V roce 2001 byla započata celková rekonstrukce kaple sv. Jana Nepomuckého, byly opraveny vodní (požární) nádrže, opraveny komunikace, autobusová zastávka, byla vysázena zeleň na návsi atd. Rozvoj zaznamenal společenský život v obcích, do něhož se zapojuje i Sbor dobrovolných hasičů.
Dne 5. dubna 2007 obdržela obec Bukvice z rukou předsedy Poslanecké sněmovny Parlamentu České republiky dekret o udělení znaku a vlajky. Ve stejném roce získala v soutěži Vesnice roku Cenu hejtmana za rozvoj obce. O rok později zvítězila v krajském kole a získala kromě zlaté stuhy titul „Vesnice Královéhradeckého kraje roku 2008“. V celostátním kole jí bylo uděleno „mimořádné ocenění za cílevědomý přístup ke komplexnímu rozvoji obce“.

## Pamětihodnosti

### Kaple sv. Jana Nepomuckého
Na návsi obce Bukvice se nachází pozdně barokní kaple sv. Jana Nepomuckého z roku 1767, která je od roku 2004 v majetku obce. Byla postavena v roce 1767. Je pravděpodobně druhým dílem významného architekta Anselma Martina Luraga na panství rodu Schliků na Jičínsku a patří k projevům pozdního baroka. Nové varhany byly pořízeny v roce 1889. Tehdy bylo nově upraveno i nejbližší okolí kaple – byla obezděna a kolem dokola oplocena. Kaple byla v majetku římskokatolické farnosti Veliš a spravoval ji Arciděkanský úřad Jičín. Od roku 2004 je vlastníkem obec Bukvice. V roce 1999 statik oznámil havarijní stav. Stavební práce byly zahájeny v roce 2001 a dokončeny v roce 2004. Do nově zhotovené kopule byly dne 4. července 2003 uloženy písemnosti – zdravice pro další generace, zakládající listina, fotodokumentace, tisk, mince, atd. Dne 16. 5. 2004, na svátek Jana Nepomuckého, kdy se koná v Bukvici pouť, byla po celkové rekonstrukci kaple slavnostně vysvěcena. V prosinci 2004 se na vánočním koncertě po mnoha letech znovu rozezněly varhany. Kaple je využívána na kulturní a společenské akce i pro svatební obřady.

### Další památky
Nedaleko kaple se nachází sousoší Kalvárie z roku 1740. Za vsí u lesa je kaplička se soškou Piety z roku 1727 a na opačném konci směrem k Veliši socha sv. Jana Nepomuckého z roku 1765.
Dne 8. 9. 1929 byla na domě čp. 36 v Bukvici slavnostně odhalena pamětní deska, která připomíná, že se v něm narodil Josef Koutník (7. 10. 1897 – 25. 10. 1918), legionář, desátník 22. čsl. střeleckého pluku ve Francii, který padl v bojích u Vouziers. Kamenná deska s reliéfní podobiznou Josefa Koutníka je evidována v Centrální evidenci válečných hrobů vedené ministerstvem obrany.

## Části obce
- Bukvice
- Křelina